# Rauch (Argentina)
Rauch è una città dell'Argentina, situata nella provincia di Buenos Aires.